# 驱逐舰作战奖章

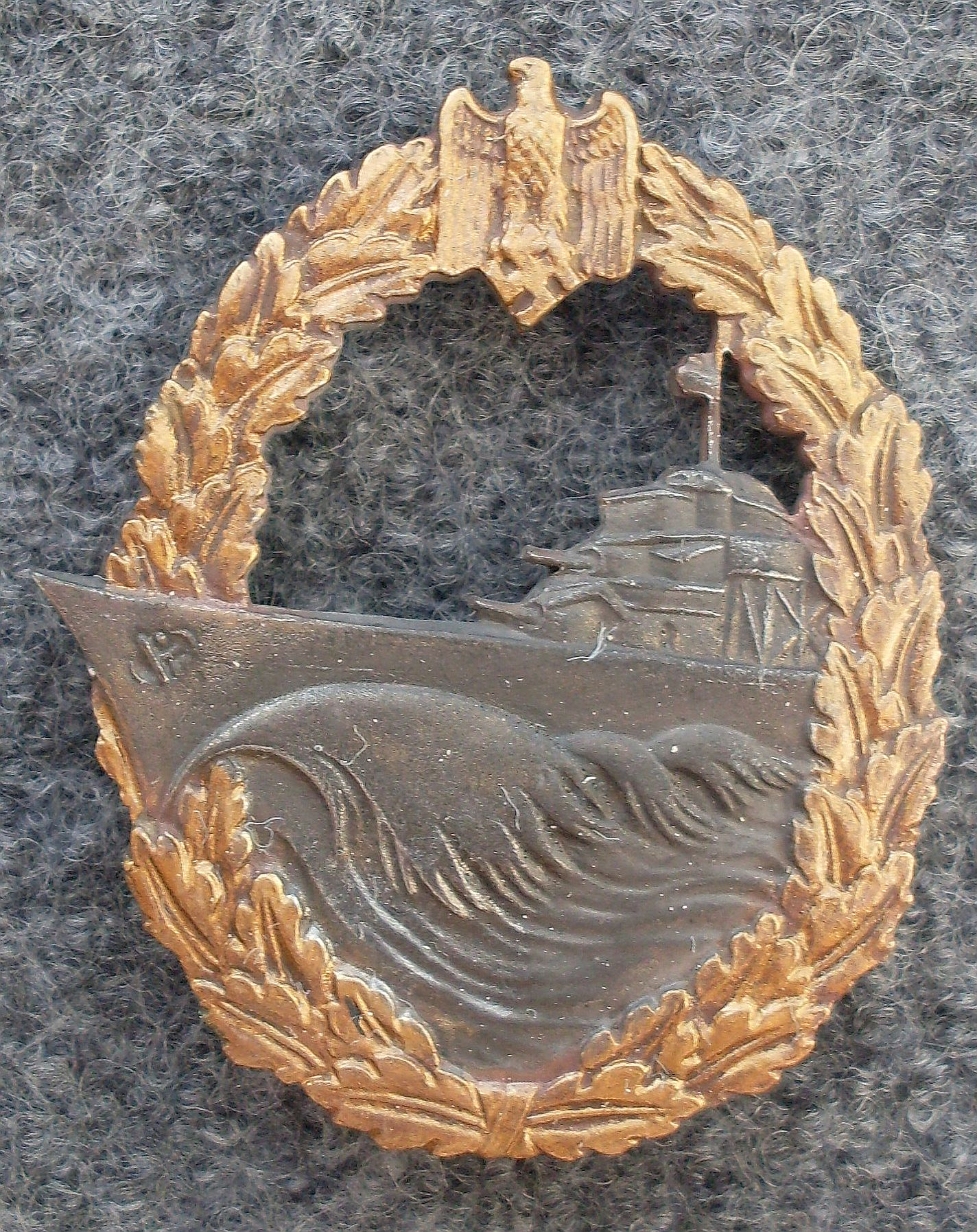
驱逐舰作战奖章

驱逐舰作战奖章是納粹德國在第二次世界大战期间设立的一项军事荣誉，奖给曾在納粹德國海軍驱逐舰上服役的官兵。1940年6月4日，海軍元帥埃里希·雷德尔在纳尔维克战役结束后设立了驱逐舰作战奖章。在快艇作战奖章设立之前，鱼雷艇以及快速攻击艇船员也可获颁驱逐舰作战奖章。